# Union Point (Géorgie)
Union Point est une ville américaine située dans le Comté de Greene, en Géorgie. Selon le recensement de 2020, sa population est de 1 597 habitants.